# آدری فان هوولینگن
آدری فان هوولینگن (هلندی: Adri van Houwelingen؛ زادهٔ ۲۷ اکتبر ۱۹۵۳) دوچرخه‌سوار اهل هلند است.